# Beltheca
Beltheca là một chi bướm đêm thuộc họ Gelechiidae.